# 庫斯科哈瓦里納山 (基斯皮坎奇省)

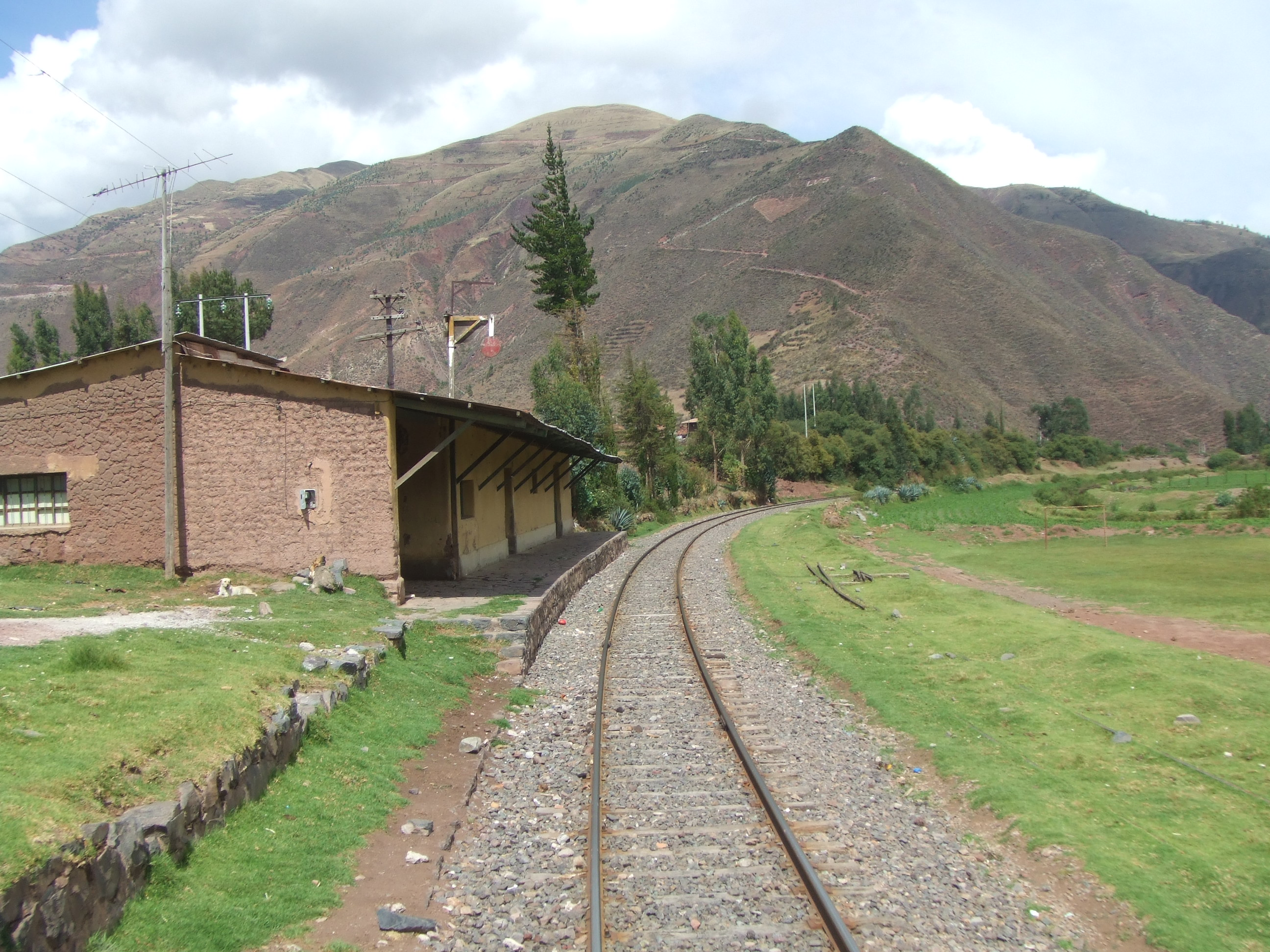

庫斯科哈瓦里納山（Qusqu Qhawarina），是秘魯的山峰，位於該國南部庫斯科大區，由安德瓦伊利拉斯區和盧克雷區負責管轄，屬於安地斯山脈的一部分，海拔高度4,145米。